# 水上京香
水上 京香（みなかみ きょうか、1995年12月3日 - ）は、日本の女優。
滋賀県出身。トップコート、ケイファクトリーを経て、アービング所属。

## 略歴
- 京都文教高校卒業、日本大学芸術学部映画学科卒業。
- 2014年、「トップコート20thスターオーディション」で、1万315名の中からグランプリを受賞し芸能界入り[2]。
- 2020年8月31日をもって所属事務所トップコートを退所[3]。
- 同年10月、ケイファクトリーに所属[4]。
- 2025年3月31日をもって所属事務所ケイファクトリーを退所。
- 同年4月、アービングに所属。

## 人物
- 趣味はアクセサリー作り、映画鑑賞。
- 特技はバレエ、けん玉。
- 憧れの女優は橋本愛[2]。

## 出演

### テレビドラマ
- 学校のカイダン（2015年1月10日 - 3月14日、日本テレビ） - 草刈有紀 役
- ミステリなふたり 第11話（2015年6月23日、メ〜テレ） - 古川静香 役
- 民王 第5話・第7話・最終話（2015年8月28日・9月11日・9月18日、テレビ朝日） - 浅田瞳 役
- 私たちがプロポーズされないのには、101の理由があってだな シーズン2 第10話（2015年11月11日、LaLa TV） - ミナ 役
- 視覚探偵 日暮旅人（2015年11月20日、日本テレビ） - 女子アナ 役
- 警視庁ゼロ係〜生活安全課なんでも相談室〜 第3話（2016年1月29日、テレビ東京） - 宮島沙月 役
- 仰げば尊し（2016年7月17日 - 9月11日、TBS） - 向井美和 役
- スーパーサラリーマン左江内氏 第7話（2017年2月25日、日本テレビ）
- 連続テレビ小説 わろてんか（2018年、NHK） - 加納つばき 役[5]
  - ラブ＆マンザイ〜LOVE and MANZAI 第4話（2018年4月21日、BSプレミアム）
- 健康で文化的な最低限度の生活（2018年7月17日 - 9月18日、関西テレビ） - 桃浜都 役[6]
- 大阪環状線 Part4 ひと駅ごとのスマイル 第3話（2018年10月27日、関西テレビ） - 楓 役
- 私のおじさん〜WATAOJI〜 第5話（2019年2月15日、テレビ朝日） - 九条恵海 役
- エ・キ・ス・ト・ラ!!!（2020年1月17日 - 3月20日、関西テレビ） - 矢部夏樹 役
- ランチ合コン探偵 〜恋とグルメと謎解きと〜 第8話（2020年2月27日、日本テレビ） - A子／リカ 役
- 探偵・由利麟太郎 第2話（2020年6月23日、関西テレビ・フジテレビ） - 吉岡エマ 役[7]
- イチケイのカラス 第5話（2021年5月3日、フジテレビ） - 果歩 役
- 和田家の男たち（2021年10月22日 - 、テレビ朝日） - 水谷内毬 役
- 二月の勝者-絶対合格の教室- 第2話・第3話・第8話・最終話（2021年10月23日・10月30日・12月4日・12月18日、日本テレビ） - せいら 役
- 悪女（わる）働くのがカッコ悪いなんて誰が言った? 第5話・第6話（2022年5月11日・18日、日本テレビ） - 百田綾乃 役
- 勝利の法廷式 第5話（2023年5月11日、読売テレビ・日本テレビ） - 鈴村志乃 役
- 転職の魔王様 第5話（2023年8月14日、フジテレビ） - 安永真奈美 役
- 社内処刑人〜彼女は敵を消していく〜（2024年4月19日 - 6月21日、関西テレビ） - 早川うらら 役[8]
- バレエ男子!（2025年5月2日 - 6月20日、毎日放送） - 上柳りさ子 役[9]

### 配信ドラマ
- &美少女 NEXT GIRL meets Tokyo 第8話（2017年5月31日、FOD[注 1]） - 小椋麗子 役[10]
- GHOSTTOWN（2019年3月22日・26 日、FOD） - 宜保晴日 役
- 私が獣になった夜 〜名前のない関係〜 第3話（2021年11月19日、ABEMA） - 深水遥香 役
- 金魚妻（2022年2月14日、全8話、Netflix） - 坂東真沙子 役
- エンジェルフライト -国際霊柩送還士- 第2話 (2023年3月17日、 Amazon Prime Video） - 鎌倉綾 役

### 映画
- ドクムシ（2016年4月9日） - ユミ 役[11]
- 不能犯（2018年2月1日） - 羽根田桃香 役[12]
- ハナレイ・ベイ（2018年10月19日） - 石井結花 役
- 恐怖人形（2019年11月15日） - 美咲 役
- LONESOME VACATION（2023年10月7日） - 工藤今日子 役[13]
- ファンファーレ（2023年11月17日） - 主演・大石万理花 役（野元空とダブル主演）[14]
- ゴッドマザー〜コシノアヤコの生涯〜（2025年5月23日） - コシノミチコ 役[15][16]

### 情報番組
- Going!Sports&News（2017年4月3日[注 2] - 2018年3月26日、日本テレビ）[注 3]
- 旬感☆ゴトーチ!（NHK）
  - 「びわ湖　水辺さんぽ～滋賀　高島市～」(2019年2月6日)[18]
- 朝だ!生です旅サラダ（2023年5月 - 、朝日放送テレビ・テレビ朝日系列） - 旅サラダガールズ

### バラエティ
- 痛快TV スカッとジャパン（フジテレビ）
  - アパレル魔女エリカ（2017年4月3日） - 立川春奈 役[19]
  - 胸キュンスカッと「恋なんかずっと忘れてたのに」（2017年7月3日）[20]

### 舞台
- MORSE -モールス-（2015年11月13日 - 12月6日、東京グローブ座 / 12月9日 - 13日、シアターBRAVA!） - エリ 役[21]
- エノケソ一代記（2016年11月27日 - 12月26日、世田谷パブリックシアター）[22]
- ユーミン×帝劇 vol.3 朝陽の中で微笑んで（2017年11月27日 - 12月20日、帝国劇場） - 大崎花音 役[23]
- ゲゲゲの先生へ[24]（2018年10月8日 - 11月23日、東京芸術劇場ほか）
- ピカソとアインシュタイン～星降る夜の奇跡～（2019年4月25日 - 5月9日、よみうり大手町ホール / 5月12日、森ノ宮ピロティホール）
- M＆Oplaysプロデュース『二度目の夏』（2019年7月20日 - 8月12日、本多劇場 / ほかに、福岡、広島、静岡、大阪、名古屋、神奈川公演あり）

### CM
- 丸美屋 「のりたま」 「続いていく幸せ」篇（2015年3月5日 - ）[25]
- 日本コカ・コーラ 「ファンタ」 「みんなのキャラボトル」篇（2017年4月18日 - ） - かおり 役[26]
- 小田急電鉄「小田急ロマンスカー」「私の箱根」篇（2020年1月1日 - ）[27][28]
- クボタ「壁があるだから行く」「ホアンの夢は、私の夢」篇[29]
- 小林製薬「ナイトミン耳ほぐタイム「証言」篇D」（2023年 - ）

### PV
- 西野カナ 「トリセツ」（2015年）